# Waterloo East Station
Se også: Waterloo Station
Waterloo East Station, også kaldet London Waterloo East, er en jernbanestation i det centrale London på banen fra Charing Cross over London Bridge til Kent. Den bestyres af Southeastern og ligger i takstzone 1. De fire perroner har bogstaver, frem for tal, for at undgå forvirring med perronerne på den tilstødende større terminal, London Waterloo (et kneb, der også benyttes for Thameslink-perronerne på St Pancras International og deres forgængere på King's Cross Thameslink og på New Cross).
Selvom det er en gennemkørselsstation på denne rute, betragtes den på billetter som en London Terminal, der er betegnelsen for endestationer i det centrale London. En gangbro over Waterloo Road forbinder den til Waterloo Station og er den primære adgangsvej; Waterloo East-perronernes østlige ende har gangforbindelse til Southwark Station på London Underground-linjen Jubilee line. På gadeniveau er der en beskeden indgang i Sandell Street. Stationen har ikke nogen decideret stationsbygning. I stedet betjenes den af billetkontoret på Waterloo Station, og der er billetautomater i gangbroens østlige ende.

## Historie
South Eastern Railway åbnede stationen som Waterloo Junction i januar 1869 som erstatning for Blackfriars Road, der lå en smule mod øst. Southern Railway omdøbte den til Waterloo Eastern i juli 1935, og stationen fik sit nuværende navn i may 1977.
Tidligere var der en skinneforbindelse over hovedstationens forhal. Denne blev kun benyttet i et lille omfang, selvom H.G. Wells' roman Klodernes kamp beskriver den brug til at føre soldatertog til marsmændenes landingsplads. Broen, der førte banen over Waterloo Road benyttes nu som gangbro mellem de to stationer.

## Betjeninger
Alle tog til Charing Cross kører normalt fra spor B eller D, mens alle tog til London Bridge normalt benytter spor A eller C. Pr. december 2010 er det typiske betjeningsmønster uden for myldretiden:
- 16 tog pr. time til Charing Cross
- 2 tog pr. time til Dartford via Bexleyheath
- 2 tog pr. time til Gravesend via Sidcup
- 2 tog pr. time til Gillingham via Lewisham og Woolwich Arsenal
- 2 tog pr. time til Hayes undvigende Lewisham
- 2 tog pr. time til Sevenoaks via Orpington
- 2 tog pr. time til Tunbridge Wells via Sevenoaks
- 2 tog pr. time til Hastings via Tunbridge Wells
- 1 tog pr. time til Dover og Canterbury West, der deles på Ashford International
- 1 tog pr. time til Ramsgate via Dover og Canterbury West, der deles på Ashford International

## Transportforbindelser
London buslinje 1, 4, 26, 59, 68, 76, 77, 139, 168, 171, 172, 176, 188, 211, 243, 341, 381, 507, 521, RV1, X68 og natlinje N1, N68, N76, N171, N343 and N381.